# 9743 Tohru
9743 Tohru eller 1988 GD är en asteroid i huvudbältet som upptäcktes 8 april 1988 av den amerikanske astronomen Eleanor F. Helin vid Palomar-observatoriet. Den är uppkallad efter amatörastronomen Tohru Takahashi.
Asteroiden har en diameter på ungefär 5 kilometer.